# Carcharhinus dussumieri
Carcharhinus dussumieri är en gråhaj tillhörande släktet Carcharhinus som förekommer i Stilla havet. 

## Beskrivning
Carcharhinus dussumieri är en liten, grå till gråbrun, tämligen slank haj upp till en meter lång. Den stora, främre ryggfenan har en svart fläck; den bakre ryggfenan är betydligt mindre.

## Utbredning
Carcharhinus dussumieri återfinns i västra Stilla havet mellan Persiska viken och åtminstone Indiens sydöstra kust. Vissa källor uppger att den går betydligt längre österut, över Java och Indonesien till Australien och södra Japan.

## Ekologi
Arten förekommer i kustnära vatten över mjuka bottnar till ett djup av 100 meter. Födan består främst av mindre fiskar, bläckfiskar och kräftdjur.
Hanen blir könsmogen vid en längd av 72 cm, honor vid 80 cm. Arten är levandefödare och får mellan 2 och 5 ungar per gång. Troligtvis föder den varje år.

## Hotstatus
IUCN har rödlistat arten som starkt hotad ("EN"). Främsta hotet är utfiskning. Under de senaste 15 åren, räknat från 2018, har populationen minskat med 50 till 70 procent.